# Miss Platnum
Miss Platnum (nombre real: Ruth Maria Renner, nacida en 1980 en Timişoara, Rumania) es una cantante y músico rumano-alemana actualmente radicada en Berlín.

## Vida
A la edad de 8 años Miss Platnum llegó de la ciudad rumana Timişoara a Berlín. Estando ahí asistió al colegio en Lichterfelde. Tomó clases de canto con Jocelyn B. Smith y trabajó en su banda como también de cantante de fondo de la banda hip-hop berlinesa Moabeat.

## Carrera musical
Después de su primer álbum Rock Me, el cual pasó inadvertido, publicó el 25 de mayo de 2007 su segundo álbum llamado Chefa, que se destaca por una combinación de Hip-Hop, Soul, R&B y elementos musicales rumanos. Su primer sencillo Give Me The Food fue lanzado el 11 de mayo de 2007. Luego el 24 de agosto de 2007 salió Come Marry en trabajo conjunto con Peter Fox, integrante del grupo Seeed, con el cual estuvo sobre el escenario en conciertos al aire libre en Coburg, Bremen, Bonn, Herdringen y Berlín. El sencillo entró en el puesto 90 en los charts alemanes. Con esto ella celebró en Rumania el gran éxito. El sencillo Give Me The Food alcanzó en los mismos charts el puesto número 11. En el Designerama del 2007 Miss Platnum se ocupó de la música de fondo.
En el Fornika-Tour 2007 de Die Fantastischen Vier se presentó con su banda de telonera. En el 2009 estuvo de cantande de fondo en el tour de Peter Fox y ahí presentó además su nuevo sencillo She Moved In, para el cual Peter Fox rodó el video.

## Discografía

### Álbumes
- Rock Me (2005)
- Chefa (2007)
- The Sweetest Hangover (2009)
- Glück und Benzin (2014)
- Ich war hier (2015)

### Sencillos
| Año  | Título                                | Chart positions | Chart positions | Álbum                 |
| Año  | Título                                | Alemania        | Rumania         | Álbum                 |
| ---- | ------------------------------------- | --------------- | --------------- | --------------------- |
| 2007 | "Give Me the Food"                    | 63              | 11              | Chefa                 |
| 2007 | "Come Marry Me" (featuring Peter Fox) | 90              | 57              | Chefa                 |
| 2007 | "Mercedez Benz"                       | —               | 79              | Chefa                 |
| 2008 | "Why Did You Do It" (Promo)           | —               | —               | The Sweetest Hangover |
| 2009 | "She Moved In!"                       |                 |                 | The Sweetest Hangover |
| 2009 | "Babooshka"                           |                 |                 | The Sweetest Hangover |